# Джонатан Свіфт
Джонатан Свіфт (англ. Jonathan Swift; 30 листопада 1667, Дублін — 19 жовтня 1745, Дублін) — церковний діяч, публіцист, сатирик, англомовний ірландський письменник, відомий як автор «Мандрів Гуллівера». Британська енциклопедія Британіка вважає його найвидатнішим англомовним прозаїком-сатириком усіх часів. Менш відомий як поет.

## Біографія

### Ранні роки (1667—1700)
Основним джерелом відомостей про родину Свіфта і його ранні роки є «Автобіографічний фрагмент», який охоплює події до 1700 року. Його Джонатан написав 1731 року. Там йдеться про те, що під час громадянської війни дід Свіфта із сім'єю переселився з Кентербері в Ірландію.
Свіфт народився в ірландському місті Дубліні в небагатій протестантській родині. Його батька також звали Джонатан Свіфт (1640—1667). Він був дрібним суддівським чиновником, який помер за кілька місяців до народження сина і залишив сім'ю (дружину, доньку і новонародженого малюка) в тяжкому матеріальному становищі. Через якийсь час після народження сина, мати виїхала до Англії. Вихованням Джонатана займався його дядько, Годвін Свіфт, відомий адвокат і близький друг Джона Темпла (у чийого сина Свіфт згодом працював секретарем).

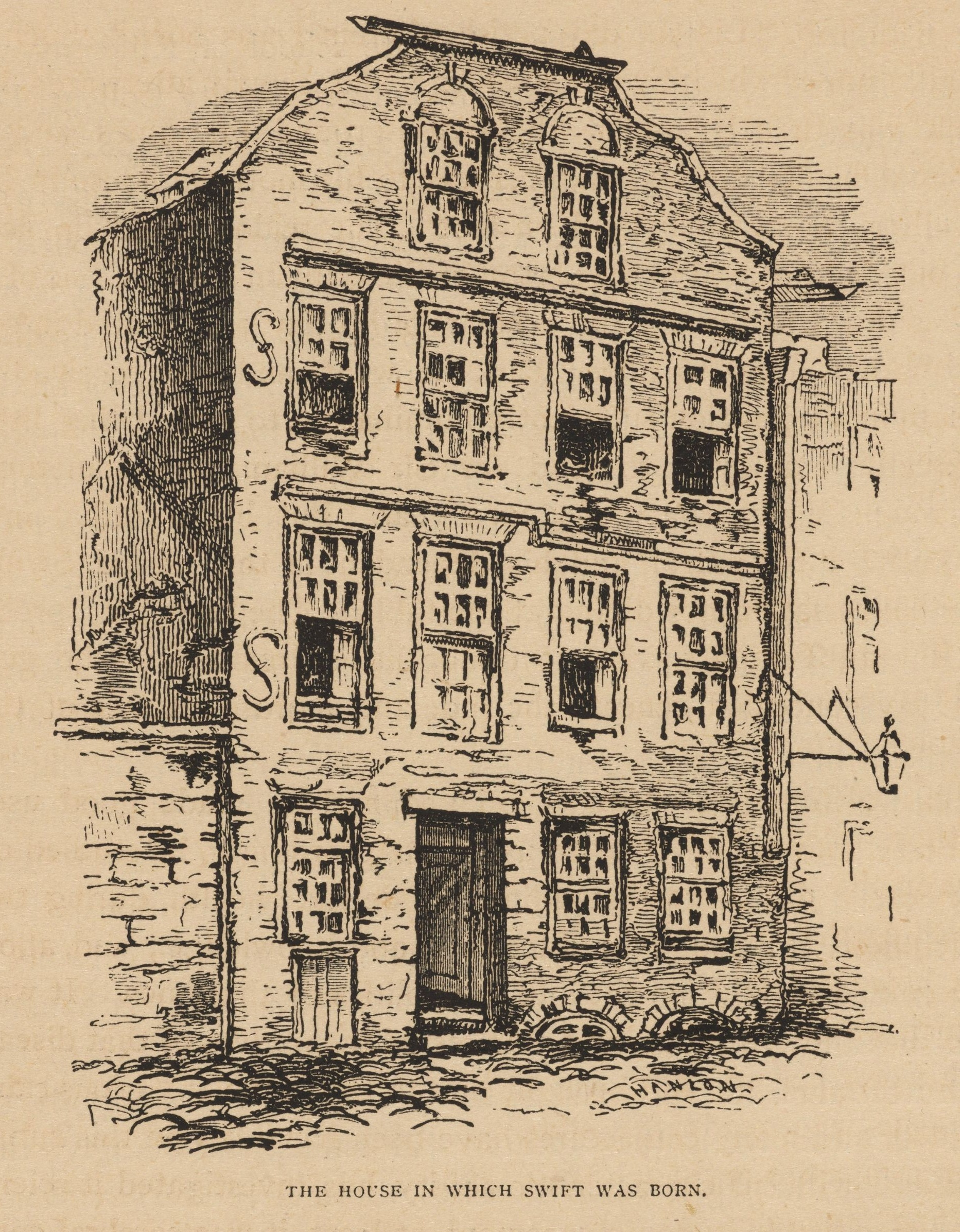
Будинок, в якому народився Свіфт, ілюстрація 1865 року

Родина Свіфта мала кілька цікавих літературних зв'язків. Його бабуся, Елізабет (Драйден) Свіфт, була племінницею Еразмуса Драйдена (діда поета Джона Драйдена). Тітка цієї самої бабусі, Кетрін (Трокмортон) Драйден, доводилася двоюрідною сестрою Елізабет (дружині Волтера Релі). Його прапрабабуся, Маргарет (Годвін) Свіфт, була сестрою Френсіса Годвіна, автора книги «Людина на Місяці» (1638), яка почасти вплинула на сюжет «Подорожей Гуллівера». Його дядько, Томас Свіфт, перебував у шлюбі з донькою поета і драматурга Вільяма Давенанта, хрещеника Вільяма Шекспіра.
Годвін Свіфт відправив хлопця в найкращу школу Дубліна, Кілкенні Коледж, де також навчався філософ Джордж Берклі. Після школи юнак вступив до Триніті-коледжу Дублінського університету (1682), який закінчив 1686 року. У ньому Свіфт здобув освітній ступінь бакалавра мистецтв і виробив довічне скептичне ставлення до наукових премудростей.

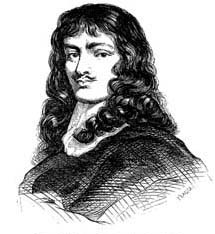
Сер

Свіфт продовжив навчання, щоб здобути освітній ступінь магістра, але громадянська війна, яка розпочалася в Ірландії після повалення короля Якова II (1688), змусила його поїхати до Англії і пробути там 2 роки. В Англії він служив секретарем у сина знайомого своєї матері (за іншими відомостями, її далекого родича) — заможного відставного дипломата і відомого есеїста Вільяма Темпла, маєток якого часто відвідували поети і літератори. У маєтку Темпла Свіфт вперше зустрів Естер Джонсон (1681—1728), доньку служниці, яка рано втратила батька. Естер тоді було лише 8 років. Свіфт став її другом і вчителем.
1690 року Джонатан повернувся до Ірландії, хоча пізніше неодноразово відвідував Темпла. Для пошуку посади Темпл вручив йому характеристику-рекомендацію, в якій відзначив добре знання латинської та грецької мов, базове володіння французькою та відмінні літературні здібності. Темпл, сам відомий есеїст, зумів оцінити неабиякий літературний талант свого секретаря, надав йому свою бібліотеку й дружню допомогу в житті; натомість Свіфт допомагав Темплу в підготовці його мемуарів. Саме в ці роки Свіфт розпочав літературний шлях, спочатку як поет. Впливового Темпла відвідували численні імениті гості, включаючи короля Вільгельма, і спостереження за їхніми бесідами дало неоціненний матеріал майбутньому сатирику.
1692 року Свіфт здобув ступінь магістра в Оксфорді, а в 1694 році прийняв духовний сан англіканської церкви. Його призначили священником в ірландське селище Кілрут (англ. Kilroot). Однак незабаром Свіфт, за його власними словами, «втомився від своїх обов'язків за кілька місяців» і повернувся на службу до Темпла. У 1696—1699 роках він написав сатиричні повісті-притчі «Казка бочки» і «Битва книг» (опубліковані 1704 року), а також кілька поем.
У січні 1699 року помер його патрон, Вільям Темпл. Темпл був одним з небагатьох знайомих Свіфта, про кого той написав лише добрі слова і сказав, що все добре і привабливе в людстві померло разом з Темплом. Свіфт ненадовго залишився в Англії, щоб завершити редагування мемуарів Темпла. Можливо, він також сподівався, що схвалення цієї роботи допоможе знайти схожу посаду в Англії. На жаль, цією роботою Свіфт нажив собі ворогів серед членів родини і друзів Темпла. Особливо невдоволеною була сестра Темпла, леді Жіффар, яка виступала проти включення деяких подробиць у мемуари. Потім Свіфт спробував звернутись безпосередньо до короля Вільгельма III, бо думав, що той пообіцяв Темплові влаштувати його на роботу. Та ця спроба завершилась невдачею. Хоча пошуки роботи не принесли успіху, зате Свіфт близько познайомився з придворними звичаями. Він влаштувався на нижчу посаду, секретаря і капелана графа Берклі, одного з Лордів правосуддя Ірландії. Однак коли сам прибув до Ірландії, то дізнався, що це місце вже віддали іншому. Нарешті 1700 року йому дали парафію Ларакор, Агер і Ратбеґґан, а також призначили служителем (пребендарієм) собору Святого Патрика в Дубліні.
У Ларакорі, який розташований за 7,7 км від Саммергілла і за 32 км від Дубліна, парафія налічувала 15 осіб і Свіфт мав удосталь часу, аби упорядкувати свій сад, провести канал (у голландському стилі, схожому на парк Мура), саджати верби і перебудовувати свій будинок священника. Як капелан лорда Берклі він провів багато часу в Дубліні й часто подорожував до Лондона впродовж наступних десяти років. У цей період він опублікував кілька анонімних памфлетів, серед яких «Роздуми про чвари і незгоди між вельможами та простим народом в Афінах і Римі» (A Discourse of the Contests and Dissensions Between the Nobles and the Commons in Athens and Rome) 1701 року. Сучасники одразу відзначили особливості сатиричного стилю Свіфта: яскравість, безкомпромісність, відсутність прямої проповіді — автор іронічно описував події, залишаючи висновки на розсуд читача.

### Майстер сатири (1700—1713)

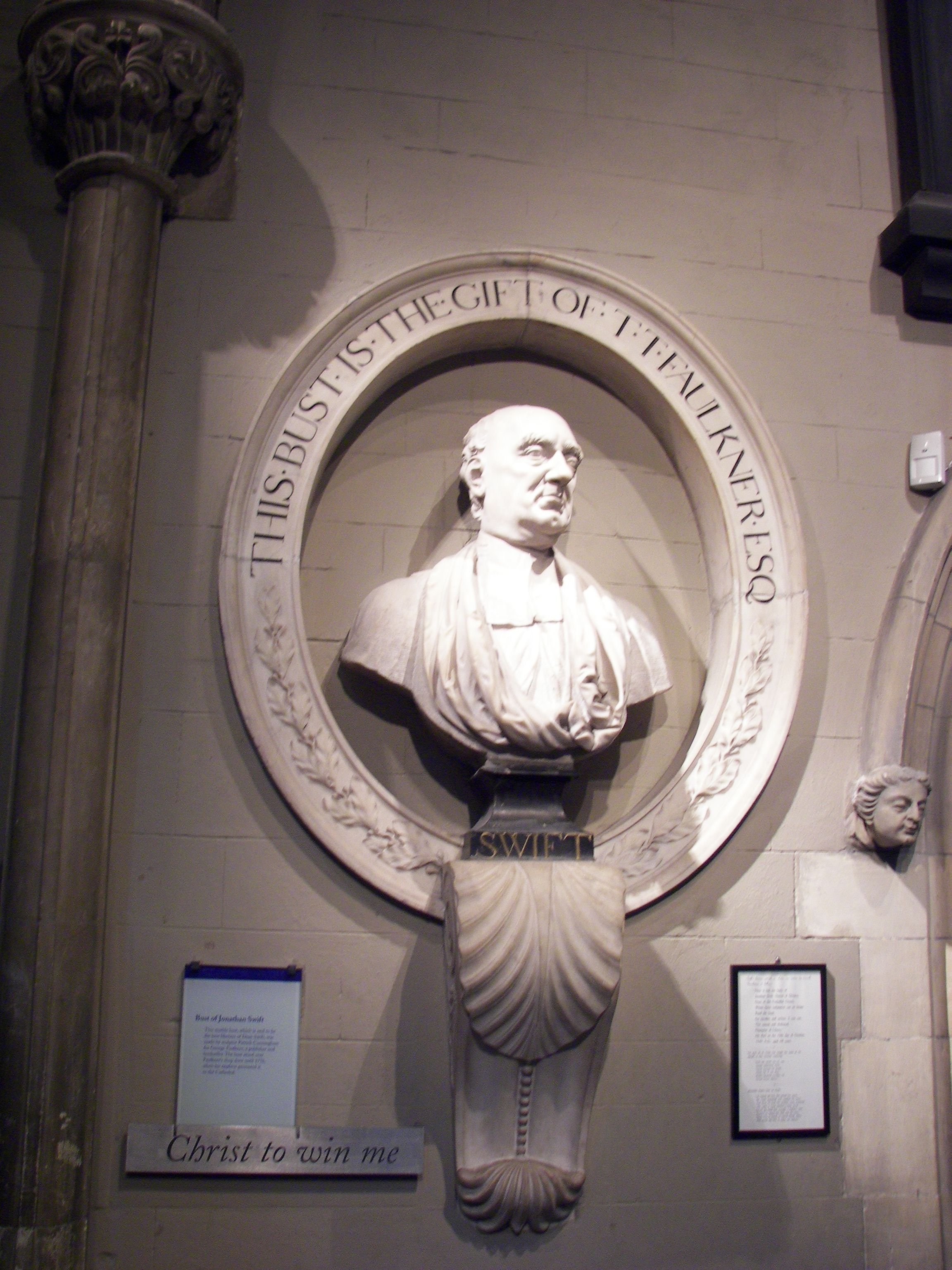
Бюст Свіфта в Соборі Св. Патрика

1702 року Свіфту присуджено науковий ступінь доктора богослов'я в Триніті-коледжі. Тієї ж весни він вирушив до Англії й потім у жовтні повернувся в Ірландію в супроводі Естер Джонсон, тепер їй було 20, а також Ребекки Дінглі, ще однієї мешканки домогосподарства Вільяма Темпла. Дослідники сперечаються щодо стосунків Свіфта і Естер. Багато хто, зокрема друг Свіфта Томас Шерідан, вірив, що вони таємно одружились 1716 року. Інші, як наприклад економки Свіфта місіс Брент і Ребекка Дінглі (яка жила з Естер усі роки, поки та перебувала в Ірландії), відкидали цю думку як нісенітницю. Насправді ж Свіфт не бажав, щоб Естер виходила за когось заміж. Коли їхній спільний друг Вільям Тісдалл повідомив Свіфту, що збирається освідчитись Естер, то той написав листа, в якому відговорював Тісдалла від цієї ідеї. Хоча тон листа був ввічливим, у приватних розмовах Свіфт відверто казав, що Тісдалл «втручається не в свої справи» і через це вони віддалились один від одного на багато років.
Тоді ж Свіфт зблизився з опозиційною партією вігів. Його авторитет як письменника і мислителя зростав. У ці роки Свіфт часто відвідував Англію, заводив знайомства в літературних колах. Видав (анонімно, під однією обкладинкою) "Казка бочки і Битва книг (1704); перша з них має багатозначний підзаголовок, який можна віднести до всієї творчості Свіфта: «Написано заради загального вдосконалення роду людського». Книга відразу стала популярною і в перший же рік мала три видання. Слід відзначити, що майже всі твори Свіфта виходили під різними псевдонімами або взагалі анонімно, хоча його авторство зазвичай не було секретом.
У 1705 році віги на кілька років завоювали більшість у парламенті, однак поліпшення моралі не відбулося. Свіфт повернувся до Ірландії, де йому надали парафію (в селі Ларакор) і проживав там до кінця 1707 року. В одному з листів він порівняв чвари вігів і торі з котячими концертами на дахах.

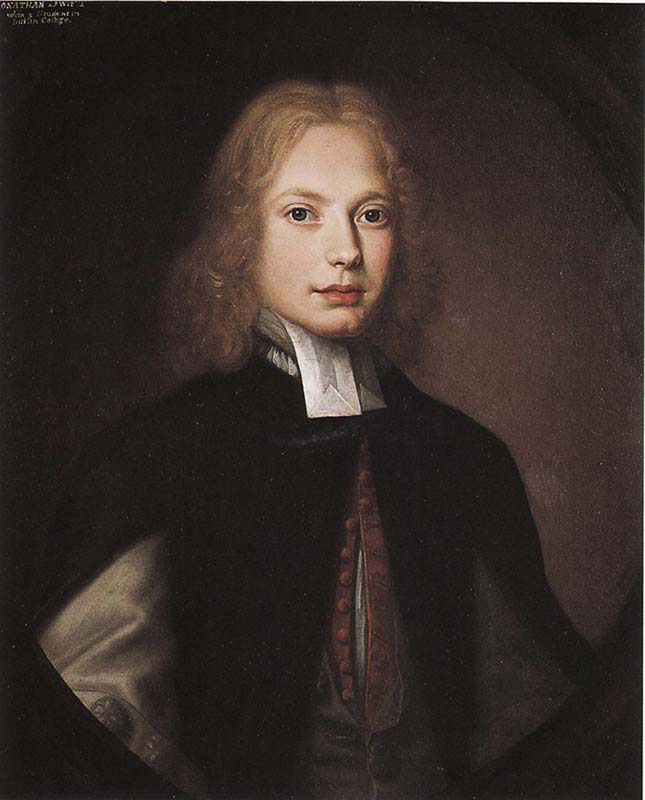
Джонатан Свіфт (~1682). Портрет роботи Томаса Пулі (Thomas Pooley)

Близько 1707 року Свіфт познайомився з іншою дівчиною, 19-річною Естер Ваномрі (англ. Esther Vanhomrigh, 1688—1723), яку письменник у своїх листах називав Ванессою. Як і Естер Джонсон, вона росла без батька (торговця-голландця). Збереглися частина листів Ванесси до Свіфта — «сумних, ніжних і захоплених»: «Якщо Ви вважаєте, що я пишу занадто часто до Вас, то Ви повинні повідомити мені про це або взагалі написати мені знову, щоб я знала, що Ви не зовсім забули про мене».
Водночас Свіфт майже щодня писав Естер Джонсон (її Свіфт називав Стелою); пізніше ці листи увійшли до його книги «Щоденник для Стелли», яка вийшла посмертно. Осиротівши, Естер-Стелла оселилася в ірландському маєтку Свіфта на правах вихованки, разом зі своєю компаньйонкою. Частина біографів, спираючись на свідчення друзів Свіфта, припускає, що вони зі Стеллою таємно повінчалися близько 1716 року, але документальних підтверджень цьому не знайдено.
1710 року торі на чолі з Генрі Сент-Джоном, майбутнім віконтом Болінгброком, прийшли до влади в Англії, і Свіфт, який розчарувався в політиці вігів, виступив на підтримку уряду. У деяких сферах їхні інтереси дійсно збігались: торі згорнули війну з Людовиком XIV (Утрехтський мир), засудили корупцію і пуританський фанатизм. Саме до цього і закликав раніше Свіфт. До того ж він заприятелював з Генрі Сент-Джоном Болінгброком, талановитим і дотепним письменником. На знак подяки Свіфту виділили сторінки в консервативному тижневику The Examiner, де впродовж кількох років він публікував свої памфлети.

### Декан собору Святого Патріка (1713—1727)

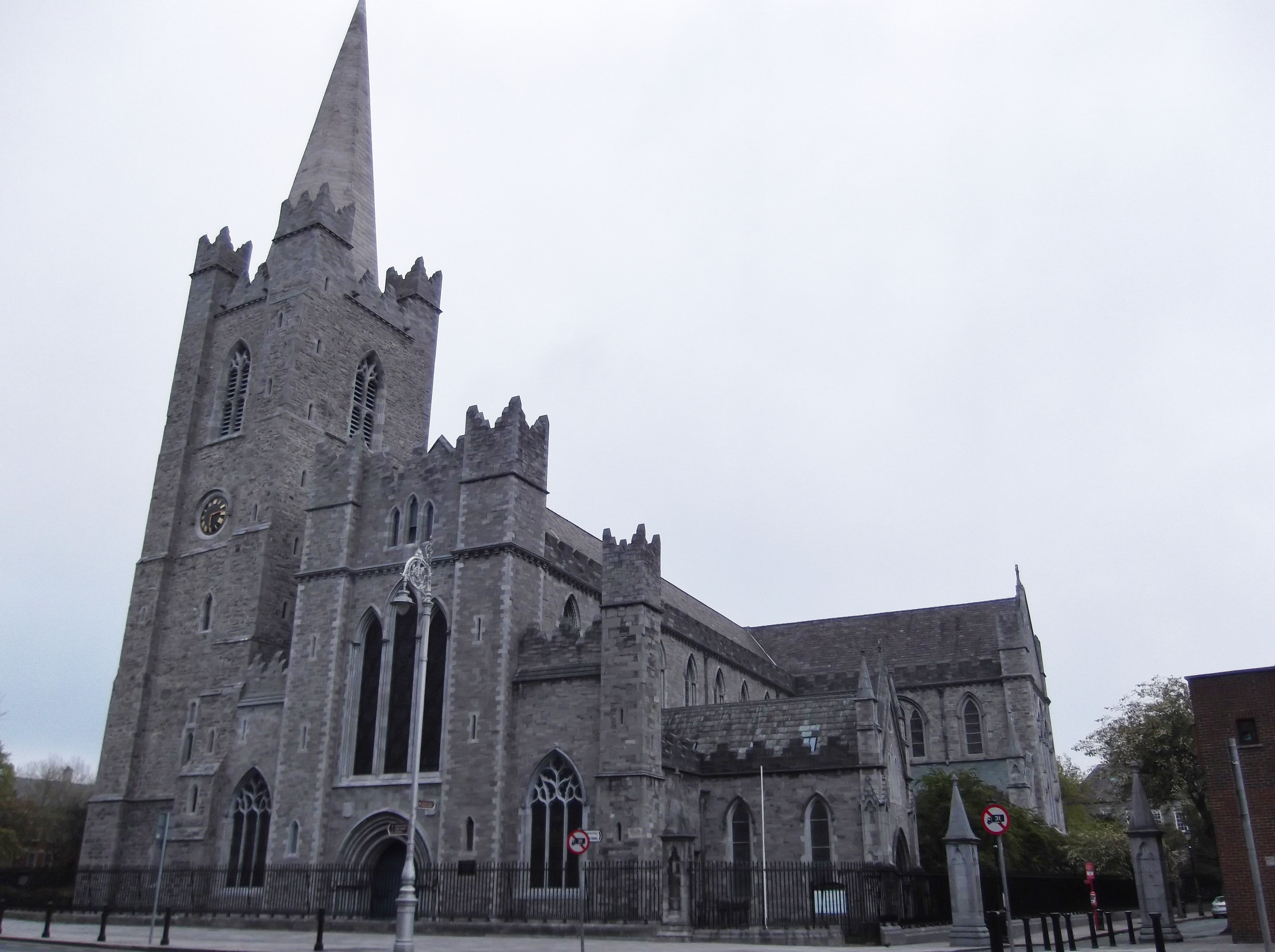
Собор св. Патрика, Дублін

1713 року Свіфта призначено деканом собору Святого Патріка за сприяння друзів з табору торі, головному та найбільшому храмі Дубліна та усієї Ірландії. Ця посада (Dean of St Patrick's Cathedral, Dublin), крім фінансової незалежності, дала йому міцну політичну трибуну для відкритої боротьби, однак віддалила від великої лондонської політики. Проте Свіфт з Ірландії й далі брав активну участь у суспільному житті країни, публікував статті й памфлети з нагальних проблем. Гнівно виступав проти соціальної несправедливості, станової пихи, гноблення, релігійного фанатизму тощо.
1714 року віги знову повернулися до влади. Болінгброк, звинувачений у зносинах з якобітами, емігрував до Франції. Свіфт надіслав вигнанцеві листа, у якому запевнив, що він до його послуг. Він додав, що це вперше звертається до Болінгброка з особистого питання. Того ж року померла мати Ванесси. Залишившись сиротою, дівчина переїхала до Ірландії, ближче до Свіфта.
У 1720 році палата лордів ірландського парламенту, сформована з англійських ставлеників, передала британській короні всі законодавчі функції щодо Ірландії. Лондон негайно використав нові права, аби надати привілеї англійським товарам. Відтоді Свіфт вступив у боротьбу за автономію Ірландії, яку розоряли в інтересах англійської метрополії. Він проголосив по суті декларацію прав пригнобленого народу:

Будь-яке управління без згоди керованих є справжнісіньким рабством… За законами Бога, природи, держави, а також за вашими власними законами ви можете і повинні бути такими ж вільними людьми, як ваші брати в Англії.

У ці ж роки Свіфт почав роботу над «Подорожами Гуллівера».
1723 року померла Ванесса. Вона заразилася туберкульозом, доглядаючи молодшу сестру. Її листування зі Свіфтом за останній рік було з якоїсь причини знищено. Більша частина статку Ванесси, згідно з її заповітом, відійшла Джорджу Берклі, другові Свіфта, в майбутньому відомому філософу. Свіфт високо цінував Берклі, який тоді був деканом в ірландському місті Деррі.

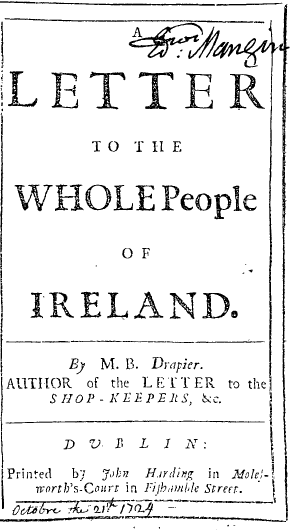
Звернення до народу Ірландії («Листи сукнороба», 1724)

1724 року анонімно вийшли й розійшлися багатотисячним тиражем бунтівні «Листи сукнороба», які закликали до бойкоту англійських товарів і недоважної англійської монети. Резонанс від «Листів» був оглушливим і повсюдним, отож Лондон був змушений терміново призначати нового намісника, Джона Картерета, щоб втихомирити ірландців. Премію, яку призначив Картерет тому, хто вкаже ім'я автора, так і не вручили. Вдалося знайти й віддати під суд друкаря «Листів», однак присяжні одностайно його виправдали. Прем'єр-міністр лорд Волпол запропонував арештувати «підбурювача», але Картерет пояснив, що для цього знадобиться ціла армія.
Зрештою Англія вирішила піти на деякі економічні поступки (1725), і відтоді англіканський декан Свіфт став національним героєм і неофіційним лідером католицької Ірландії. Сучасник зазначав: «Його портрети були виставлені на всіх вулицях Дубліна… Привітання та благословення супроводжували його всюди, де б він не проходив». Якось на майдані перед собором зібралася численна юрба й здійняла галас. Свіфту доповіли, що це городяни готуються спостерігати сонячне затемнення. Роздратований Свіфт велів передати присутнім, що декан скасовує затемнення. Натовп стих і шанобливо розійшовся. За спогадами друзів, Свіфт говорив: «Що стосується Ірландії, то тут мене люблять лише мої старі друзі — чернь, і я відповідаю на їхню любов взаємністю, бо не знаю нікого іншого, хто б на це заслуговував».
У відповідь на економічний тиск метрополії Свіфт із власних коштів заснував фонд допомоги дублінським містянам, яким загрожувало розорення, причому не робив різниці між католиками й англіканцями. Бурхливий скандал по всій Англії та Ірландії викликав знаменитий памфлет Свіфта «Скромна пропозиція щодо запобігання тому, аби діти з бідних родин були тягарем для батьків або держави, та як зробити їх корисними для громадськості», в якому він знущально порадив: «якщо ми нездатні прогодувати дітей ірландських бідняків, прирікаючи їх на злидні й голод, давайте краще продавати їх на м'ясо, а зі шкіри робити рукавички».
Помітивши, що багато могил у соборі святого Патрика занедбані, а пам'ятники руйнуються, Свіфт розіслав родичам покійних листи, де вимагав негайно надіслати гроші на їхній ремонт. Він пообіцяв, що в разі відмови приведе могили в порядок за кошти парафії, але в нових написах на пам'ятниках увічнить скупість і невдячність адресата листа. Одного з листів він надіслав королю Георгу II. Його величність залишив лист без відповіді, й згідно з обіцянкою на надгробній плиті його родича були відзначені скупість і невдячність короля.

### Останні роки (1727—1745)

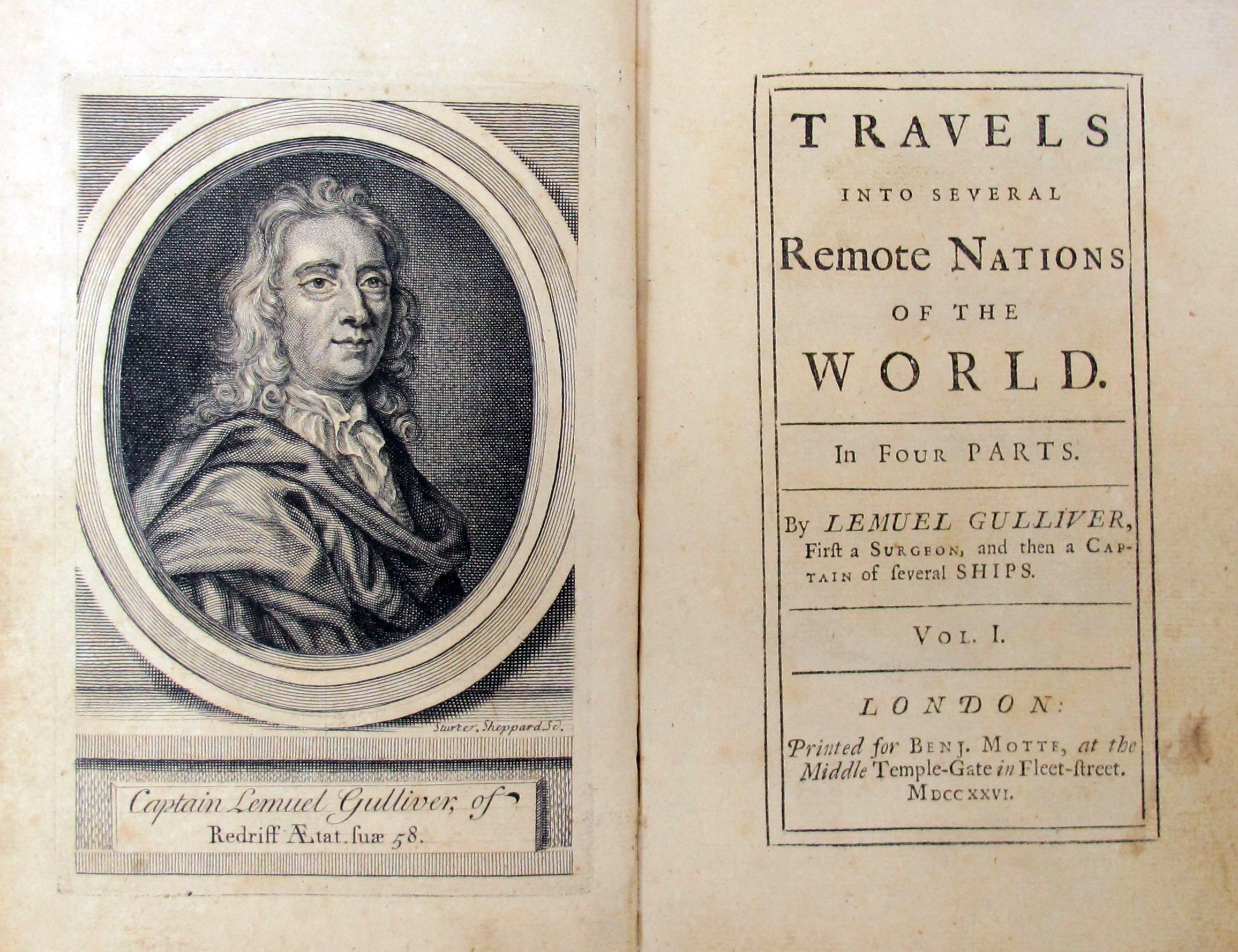
Титульний аркуш першого видання «Подорожей Гуллівера»

1726 року вийшли перші два томи «Мандрів Гуллівера» (без вказівки імені справжнього автора), інші два — опубліковано наступного року. Книга, дещо зіпсована цензурою, мала небачений успіх. За кілька місяців її перевидано тричі, незабаром з'явилися переклади іншими мовами.
У 1728 році померла Стелла. Фізичний і душевний стан Свіфта погіршувався. Популярність його продовжувала зростати: 1729 року письменнику присвоєно звання почесного громадянина Дубліна, вийшли його зібрання творів: перше 1727 року, друге — 1735 року.
Останні роки свого життя Свіфт страждав від психічного розладу, який прогресував; в одному з листів він згадував «смертельну скорботу», яка вбиває його тіло й душу. У 1742 році, після інсульту, Свіфт втратив здатність розмовляти і (частково) розумові здібності, після чого його визнано недієздатним. Три роки по тому (1745) письменник помер. Похований у центральній наві свого собору поряд з могилою Естер Джонсон. Епітафію на надгробній плиті він сам склав заздалегідь, ще 1740 року, в тексті заповіту:
| Тут спочиває тіло Джонатана Свіфта, декана цього собору, і суворе обурення вже не роздирає його серце. Іди, подорожній, і візьми приклад, якщо можеш, з того, хто мужньо боровся за справу свободи. Оригінальний текст (лат.) Hic depositum est corpus JONATHAN SWIFT S.T.D. Hujus Ecclesiae Cathedralis Decani Ubi saeva indignatio Ulterius Cor lacerare nequit Abi Viator Et imitare, si poteris Strenuum pro virili Libertatis Vindicatorem Obiit 19 Die Mensis Octobris A. D. 1745 Anno Ætatis 78 |

Ще раніше, 1731 року, Свіфт написав поему «Вірші на смерть доктора Свіфта», яка містить своєрідний автопортрет.

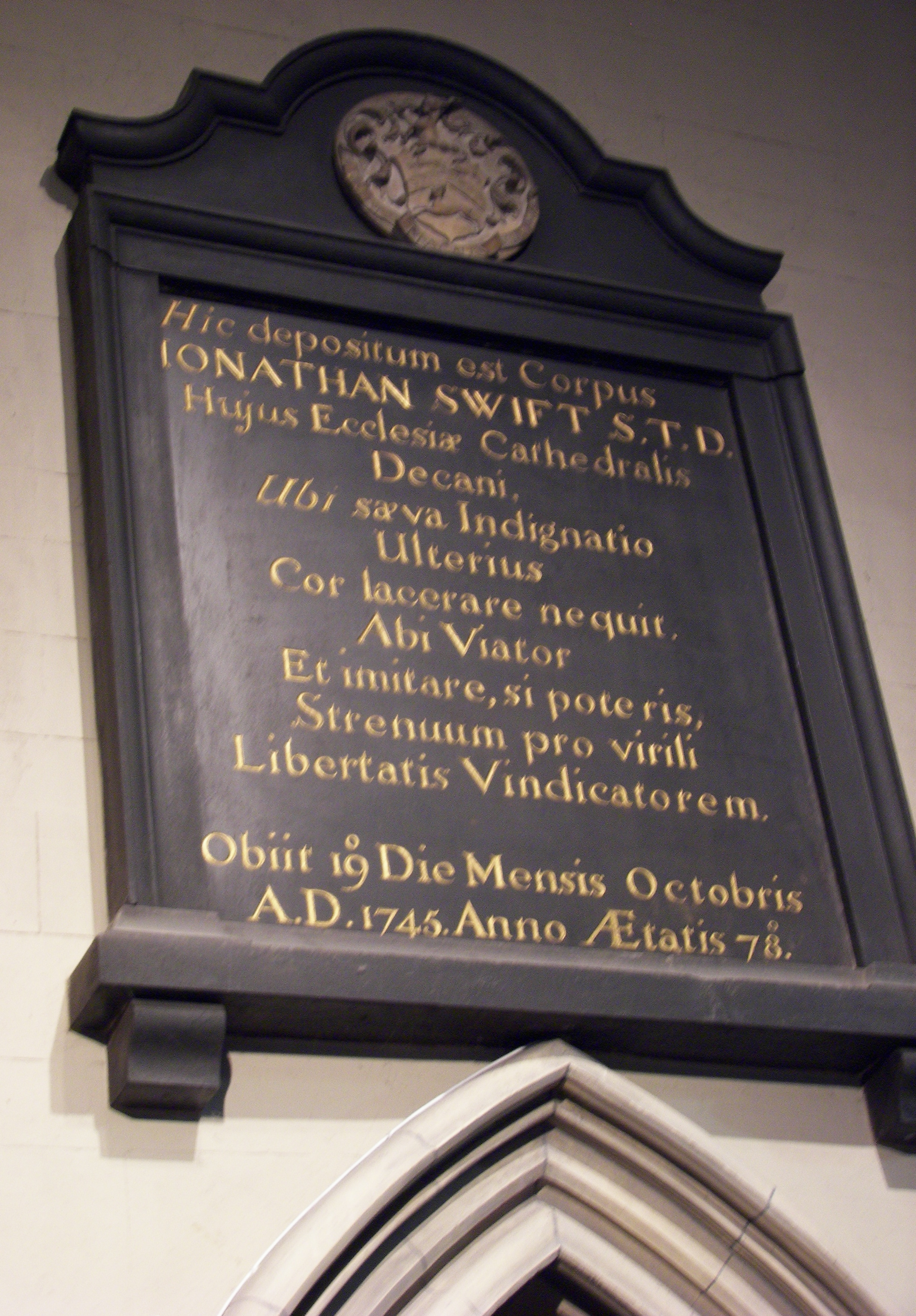
Епітафія Свіфта самому собі. Собор Св. Патрика

Більшу частину свого статку письменник заповів витратити на створення лікарні для душевнохворих; «Шпиталь Святого Патрика для імбецилів» відкрили у Дубліні 1757 року. Він існує дотепер і є найстарішою в Ірландії психіатричною лікарнею.

## Творчість

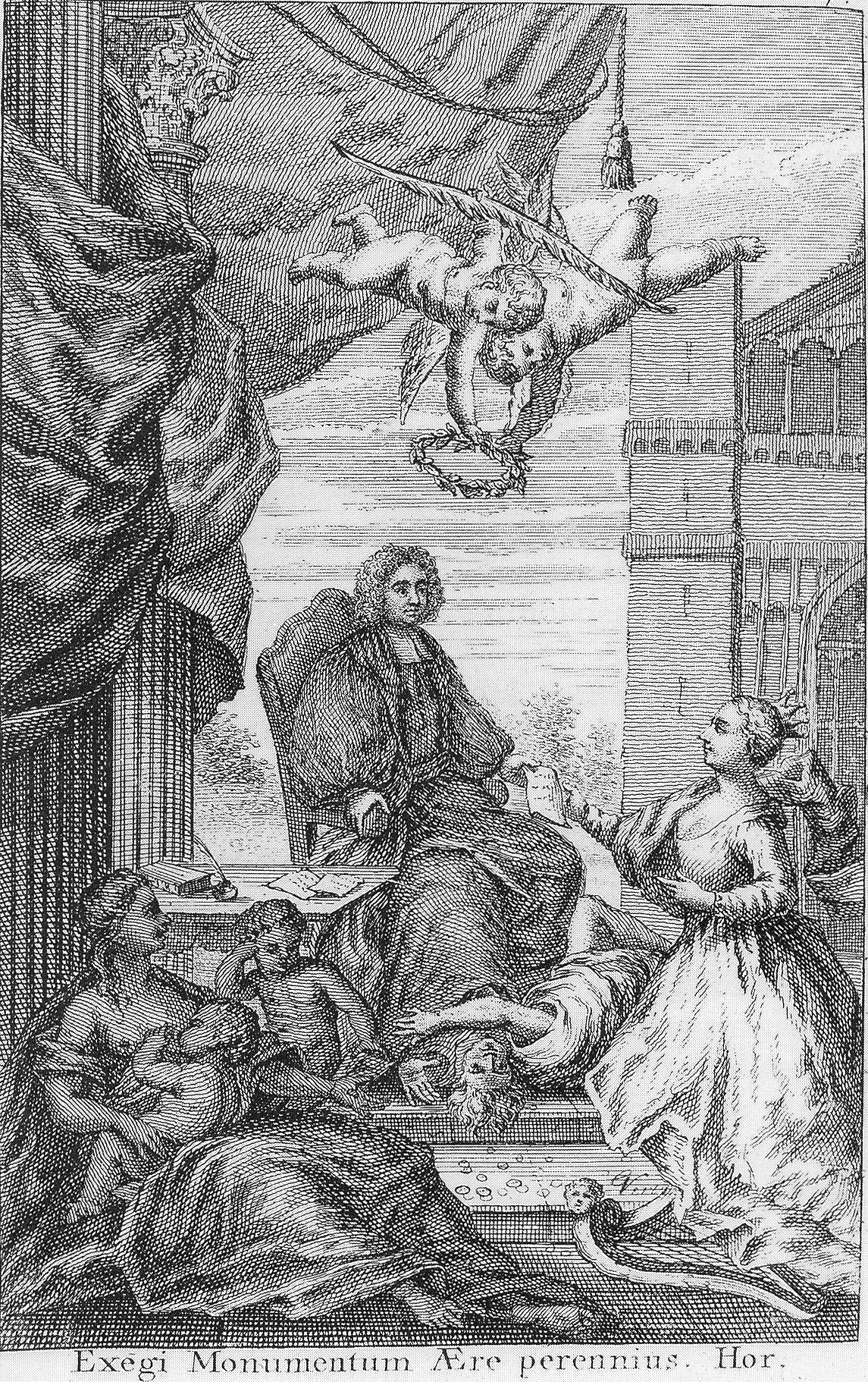
Титульный лист «Робіт» Свіфта 1735 року - автор в кріслі декана, приймає подяку Ірландії. Гораціанський девіз говорить: Exegi Monumentum Ære perennius/Я завершив памятник, довговічніший за мідь. «Мідь» — каламбур, оскільки мідні півпенні лежать біля його ніг. Херувими нагороджують Свіфта лаврами поэта

Відомим Свіфт став після того, як 1704 року побачила світ «A Tale Of A Tub» («Казка бочки»), у якій він відверто змалював католицизм, англіканство та пуританство. Ватикан додав «Казку» до переліку заборонених книжок. Саме через цю книгу Свіфта повернули до Дубліна, де він став настоятелем собору Святого Патріка.
У Дубліні Свіфт написав свій єдиний роман «Мандри Лемюеля Гуллівера до деяких віддалених частин світу».
Свого часу Свіфта характеризували як «майстра політичного памфлету». З плином часу його твори втратили політичну злободенність, але стали зразком іронічної сатири. Його книги ще за життя були винятково популярні як в Ірландії, так і в Англії, де вони виходили великими тиражами. Деякі його твори, незалежно від політичних обставин, які їх породили, зажили власним літературно-мистецьким життям.
Передусім це стосується тетралогії «Мандри Гуллівера», яка стала однією з класичних і найпопулярніших книг у багатьох країнах світу, а також десятки разів екранізувалася. Роман є сатирою на недосконалість людської цивілізації. Щоправда, при адаптації для дітей і в кіно сатиричний заряд цієї книги вихолощується.

### Філософська й політична позиція
Світогляд Свіфта, за його власними словами, остаточно склався ще в 1690-х роках. Пізніше, в листі від 26 листопада 1725 року своєму другові, поету Александеру Поупу, Свіфт написав, що мізантропами стають люди, які вважали інших кращими, ніж вони є, а потім зрозуміли, що помилялися. Свіфт же «не має ненависті до людства», тому що ніколи не мав жодних ілюзій щодо нього. «Ви і всі мої друзі повинні подбати про те, щоб мою нелюбов до світу не пояснювали віком; я маю надійних свідків, які готові підтвердити: від двадцяти до п'ятдесяти восьми років це почуття залишалося незмінним». Свіфт не поділяв ліберальної ідеї про вищу цінність прав окремої людини; він вважав, що, полишена сама на себе, людина неминуче скотиться до тваринного аморалізму єгу. Для самого ж Свіфта мораль завжди стояла на початку списку людських цінностей. Морального прогресу людства він не бачив (швидше, навпаки, відзначав деградацію), а до наукового прогресу він ставився скептично і зрозуміло показав це в «Мандрах Гуллівера».
Важливу роль у підтримці суспільної моралі Свіфт відводив англіканській церкві, яка, на його думку, відносно менше зіпсована пороками, фанатизмом і довільними збоченнями християнської ідеї — порівняно з католицтвом і радикальним пуританством . У «Казці бочки» Свіфт висміював теологічні суперечки, а в «Мандрах Гуллівера» описав знамениту алегорію непримиренної боротьби тупоконечників проти гостроконечників. У цьому, як не дивно, причина його незмінних виступів проти релігійної свободи в британському королівстві — він вважав, що релігійний розбрат підриває суспільну мораль і людське братерство. Жодні богословські розбіжності, на думку Свіфта, не є серйозною причиною для церковних розколів, і тим більше — для конфліктів. У памфлеті «Міркування про незручність знищення християнства в Англії» (1708) Свіфт протестував проти лібералізації релігійного законодавства в країні. На його думку, це призведе до розмивання, а в перспективі — до «скасування» в Англії як християнства, так і всіх пов'язаних з ним моральних цінностей.
У такому ж дусі витримані й інші саркастичні памфлети Свіфта, а також — з поправкою на стиль — його листи. Загалом творчість Свіфта можна розглядати як заклик знайти шляхи поліпшити людську природу, відшукати спосіб підняти її духовну й розумову складові. Свою Утопію Свіфт запропонував у вигляді ідеального суспільства благородних гуїгнгнмів.
Політичні погляди Свіфта, як і релігійні, віддзеркалюють його прагнення до «золотої середини». Свіфт рішуче виступав проти всіх видів тиранії, однак настільки ж рішуче вимагав, щоб незадоволена політична меншість підкорялася більшості, утримуючись від насильства і беззаконня. Біографи відзначають, що попри мінливість партійної позиції Свіфта, його погляди залишалися незмінними впродовж усього життя. Ставлення Свіфта до професійних політиків найкраще передають відомі слова мудрого короля велетнів: «кожен, хто замість одного колоса або одного стебла трави зуміє виростити на тому самому полі два, зробить людству і своїй батьківщині більшу послугу, ніж усі політики, взяті разом».
Свіфта іноді зображують мізантропом, посилаючись на те, що в своїх творах, особливо в 4-й мандрівці Гуллівера, він нещадно бичує людство. Однак такий погляд важко поєднати з всенародною любов'ю, якою він користувався в Ірландії. Важко також повірити, що Свіфт зобразив моральну недосконалість людської природи з метою познущатися з неї. Критики відзначають, що у викриттях Свіфта відчувається щирий біль за людину, за її невміння досягти кращої долі. Найбільше Свіфта дратувала зайва людська зарозумілість: він писав у «Мандрах Гуллівера», що готовий поблажливо поставитися до будь-якого набору людських вад, але коли до них додається ще й пихатість, «терпіння моє виснажується». Проникливий Болінгброк якось зауважив Свіфту: якби він дійсно ненавидів світ так, як зображує, він би так на цей світ не лютував.
В іншому листі Александру Поупу (від 19 вересня 1725 року) Свіфт так визначив свої погляди:

Я завжди ненавидів усі нації, професії й різного роду спільноти; вся моя любов звернена до окремих людей: я ненавиджу, наприклад, породу законників, але люблю адвоката ім'ярек і суддю ім'ярек; те саме стосується й лікарів (про свою професію говорити не стану), солдатів, англійців, шотландців, французів та інших. Але перш за все я ненавиджу і зневажаю тварину, що називається людиною, хоча від усього серця люблю Джона, Пітера, Томаса і т. д. Такі погляди, якими я керувався протягом багатьох років, хоча і не висловлював їх, і буду продовжувати в тому ж дусі, доки буду мати справу з людьми.

### Книги
- «Битва книг»[en], (The Battle of the Books, 1697).
- «Казка бочки»[en], (A Tale of a Tub, 1704).
- «Щоденник для Стелли» (англ. The Journal to Stella, 1710—1714).
- «Мандри Гуллівера» (1726)(англ. Travels into Several Remote Nations of the World, in Four Parts. By Lemuel Gulliver, First a Surgeon, and then a Captain of Several Ships).

Свіфт уперше привернув до себе увагу читачів 1704 року, видавши «Битву книг» — щось середнє між притчею, пародією і памфлетом, основна ідея якої полягає в тому, що твори античних авторів стоять вище, ніж сучасні твори — як у художньому, так і моральному плані.
«Казка бочки» — теж притча, що розповідає про пригоди трьох братів — Мартіна, Петра і Джека, які уособлюють три гілки християнства — англіканство, католицизм і кальвінізм. Книга алегорично доводить перевагу розсудливого англіканства над двома іншими конфесіями, які зіпсували, на думку автора, початкове християнське вчення. Треба відзначити характерну для Свіфта особливість — критикуючи чужі конфесії він не спирається ні на цитати з Біблії, ні на церковні авторитети — він апелює лише до розуму і здорового глузду.

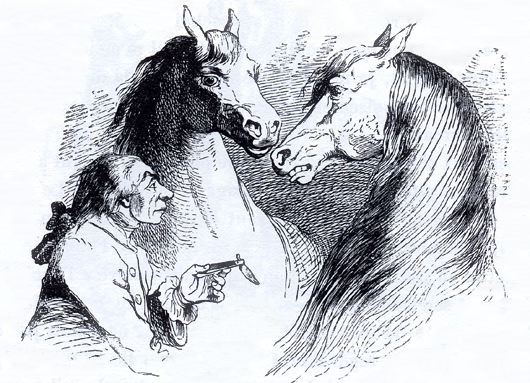
Гуллівер дискутує з гуїгнгнмами (1856, ілюстрація Жана Гранвіля)

Частина творів Свіфта має ліричний характер: збірник листів «Щоденник для Стелли», поема «Каденус і Ванесса» (Cadenus — анаграма від decanus, тобто «декан») та низка інших поем. Біографи сперечаються про те, якими були стосунки Свіфта з двома його вихованками — одні вважають їх платонічними, інші любовними, але в будь-якому випадку вони були теплими й дружніми, і ми бачимо в цій частині творчості «іншого Свіфта» — вірного і турботливого друга.
«Мандри Гуллівера» — програмний маніфест Свіфта-сатирика. У першій частині читач сміється над безглуздою зарозумілістю ліліпутів. У другій, де події відбуваються в країні велетнів, погляд змінюється, і з'ясовується, що наша цивілізація заслуговує такого ж осміяння. У третій висміюються наука і людський розум взагалі. Нарешті, у четвертій з'являються мерзенні єгу як концентрат споконвічної людської природи, що не облагороджена духовністю. Свіфт зазвичай не вдається до моралізаторських повчань, даючи читачеві змогу зробити власні висновки — вибрати між єгу та їхніми моральними антиподами, химерно вбраними у кінську подобу гуїгнгнмами.

### Вірші та поеми
Віршовані твори Свіфт писав, з перервами, впродовж усього життя. Їхні жанри варіюють від чистої лірики до в'їдливої пародії.

## Публіцистика

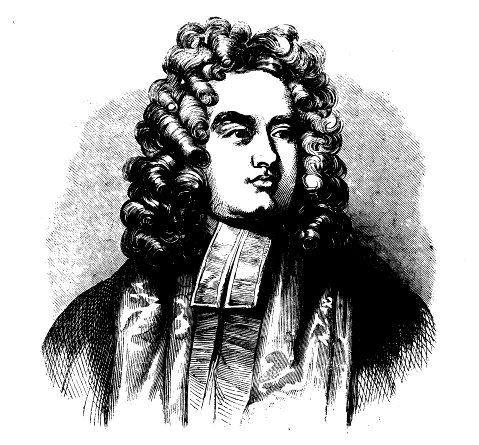
Портрет Джонатана Свіфта в газеті International Mag., 1850

З-поміж багатьох десятків свіфтівських памфлетів і листів найбільшу популярність здобули:
- «Міркування про незручність знищення християнства в Англії[en]» (1708).
- «Пропозиція про виправлення, поліпшення і закріплення англійської мови» (англ. A Proposal for Correcting, Improving and Ascertaining the English Tongue, 1712).
- «Листи сукнороба[en]» (1724—1725).
- Скромна пропозиція (1729).

Жанр памфлету існував іще в античні часи, але Свіфт надав йому віртуозної художності й, у певному сенсі, театральності. Кожен його памфлет написаний з позицій певного персонажа-маски; мова, стиль і зміст тексту ретельно відібрані саме для цього персонажа. При цьому в різних памфлетах маски абсолютно різні.
У знущальному памфлеті «Міркування про незручність знищення християнства в Англії» (1708, опублікований у 1711 році) Свіфт відкинув спроби вігів розширити релігійну свободу в Англії й скасувати деякі обмеження для дисидентів. Для нього відмова від привілеїв англіканства означало спробу зайняти чисто світську позицію, стати вище всіх конфесій, що в підсумку означало відмову від опори на традиційні християнські цінності. Виступаючи під маскою ліберала, він погоджувався з тим, що християнські цінності заважають проведенню партійної політики, і тому закономірно постає питання про відмову від них:

Велику вигоду для суспільства вбачають ще й у тому, що якщо ми відмовимося від євангельського вчення, будь-яка релігія, звичайно, буде вигнана навіки, і разом з нею — все ті сумні наслідки виховання, які, під назвою чесноти, совісті, честі, справедливості та ін., настільки згубно діють на спокій людського розуму і уявлення про які так важко викорінити здоровим глуздом і вільнодумством іноді навіть упродовж усього життя.

Ліберал, проте, доводить далі, що релігія може бути де в чому корисною і навіть вигідною, і рекомендує утриматися від її повного скасування.
До боротьби проти грабіжницької політики англійського уряду щодо Ірландії Свіфт закликав під маскою «сукнороба М. Б.» (можливо, натяк на Марка Брута, яким Свіфт завжди захоплювався). Гранично гротескна і цинічна маска в «Скромній пропозиції», проте весь стиль цього памфлету, за задумом автора, переконливо підводить до висновку: рівень безсовісно авторської маски цілком відповідає моралі тих, хто прирікає ірландських дітей на безнадійно-злиденне існування.
У деяких публічних матеріалах Свіфт виклав свої погляди прямо, обходячись (або майже зовсім обходячись) без іронії. Наприклад, в листі «Пропозиція щодо виправлення, поліпшення і закріплення англійської мови» він щиро протестував проти псування літературної мови жаргонізмами, діалектними і просто безграмотними виразами.
Чималу частину свіфтівської публіцистики займають різного роду містифікації. Наприклад, 1708 року Свіфт атакував астрологів, яких вважав запеклими шахраями. Він видав під ім'ям «Ісаак Бікерстафф» (англ. Isaac Bickerstaff) альманах із прогнозами прийдешніх подій. Альманах Свіфта сумлінно пародіював аналогічні популярні видання, які публікував у Англії якийсь Джон Партрідж, колишній швець; він містив, крім звичайних туманних заяв («в цьому місяці значній особі загрожуватиме смерть або хвороба»), також і цілком конкретні прогнози, в тому числі швидкий день смерті згаданого Партріджа. Коли цей день настав, Свіфт поширив повідомлення (від імені знайомого Партріджа) про його смерть «у повній відповідності з прогнозом». Нещасливий астролог мав досить труду довести, що він живий, і відновитися в списку видавців, звідки його поспішили викреслити.

## Пам'ять

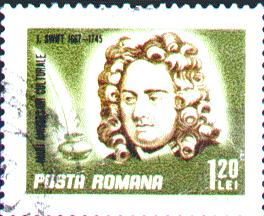
Поштова марка Румунії, присвячена Дж. Свіфту

На честь Свіфта названі:
- Свіфт — кратер на Місяці;
- Свіфт[en] — кратер на одному із супутників Марса, які він вгадав;
- Майдан (англ. Dean Swift Square) і вулиця в Дубліні, а також вулиці в деяких інших містах.

У Дубліні встановлені два бюсти Свіфта:
- у Триніті-коледжі, мармуровий, автор: Луї Франсуа Рубійяк[en], 1749;
- у Соборі св. Патріка, автор: Патрик Каннінгем (англ. Patrick Cunningham), 1766.